# Canottaggio ai Giochi della XXXIII Olimpiade - 4 di coppia maschile
Il 4 di coppia maschile dei Giochi della XXXIII Olimpiade si è svolto tra il 27 e il 31 luglio 2024. Hanno partecipato 9 equipaggi.
La gara è stata vinta dall'equipaggio dei Paesi Bassi composto dagli atleti Lennart van Lierop, Finn Florijn, Tone Wieten e Koen Metsemakers.

## Formato
Durante il primo round si sono tenute due batterie. Le prime due imbarcazioni di ogni batteria sono passate alla finale A, mentre tutte le altre sono state relegate ai ripescaggi. Il ripescaggio ha offerto ai vogatori una seconda possibilità di qualificarsi per la Finale A. Le prime due barche nel ripescaggio sono passate alla Finale A, mentre le barche rimanenti sono state inviate alla Finale B.
Ci sono state due finali. La finale A ha determinato i medagliati e i piazzamenti fino al 6° posto, mentre la finale B ha determinato i piazzamenti dalla 7° alla 9° posizione.

## Programma
| Data           | Ora (UTC+1) | Turno      |
| -------------- | ----------- | ---------- |
| 27 luglio 2024 | 12:30       | Batterie   |
| 29 luglio 2024 | 11:20       | Ripescaggi |
| 31 luglio 2024 | 12:02       | Finale B   |
| 31 luglio 2024 | 12:26       | Finale A   |

## Risultati

### Batterie
| Pos. | Atleti                                   | Nazione       | Tempo   | Note |
| ---- | ---------------------------------------- | ------------- | ------- | ---- |
| 1    | van Lierop, Wiersma, Wieten, Metsemakers | Paesi Bassi   | 5:41.69 | FA   |
| 2    | Barras, Dixon, Haywood, Thomas           | Gran Bretagna | 5:44.82 | FA   |
| 3    | Finger, Appel, Naske, Wolff              | Germania      | 5:46.90 | R    |
| 4    | Brun, Helvig, Slettemark Juel, Solbakken | Norvegia      | 5:50.48 | R    |
| 5    | Nutescu, Lungu, Horodisteanu, Prundeanu  | Romania       | 5:51.14 | R    |

| Pos. | Atleti                                                             | Nazione  | Tempo   | Note |
| ---- | ------------------------------------------------------------------ | -------- | ------- | ---- |
| 1    | Chiumento, Rambaldi, Gentili, Panizza                              | Italia   | 5:43.31 | FA   |
| 2    | Fabian Barański, Mateusz Biskup, Dominik Czaja, Mirosław Ziętarski | Polonia  | 5:44.39 | FA   |
| 3    | Condrau, Plock, Bärlocher, Lange                                   | Svizzera | 5:49.50 | R    |
| 4    | Endrekson, Kushteyn, Helvig, Solbakken                             | Estonia  | 5:52.04 | R    |

### Ripescaggio
| Pos. | Atleti                                   | Nazione  | Tempo   | Note |
| ---- | ---------------------------------------- | -------- | ------- | ---- |
| 1    | Finger, Appel, Naske, Wolff              | Germania | 5:52.39 | FA   |
| 2    | Condrau, Plock, Bärlocher, Lange         | Svizzera | 5:52.55 | FA   |
| 3    | Brun, Helvig, Slettemark Juel, Solbakken | Norvegia | 5:53.13 | FB   |
| 4    | Endrekson, Kushteyn, Helvig, Solbakken   | Estonia  | 5:55.74 | FB   |
| 5    | Nutescu, Lungu, Horodisteanu, Prundeanu  | Romania  | 5:56.32 | FB   |

### Finali
| Pos. | Atleti                                   | Nazione  | Tempo   | Note |
| ---- | ---------------------------------------- | -------- | ------- | ---- |
| 7    | Endrekson, Kushteyn, Helvig, Solbakken   | Estonia  | 5:50.55 |      |
| 8    | Brun, Helvig, Slettemark Juel, Solbakken | Norvegia | 5:51.88 |      |
| 9    | Nutescu, Lungu, Horodisteanu, Prundeanu  | Romania  | 5:54.77 |      |

| Pos. | Atleti                                                             | Nazione       | Tempo   | Note |
| ---- | ------------------------------------------------------------------ | ------------- | ------- | ---- |
|      | van Lierop, Wiersma, Wieten, Metsemakers                           | Paesi Bassi   | 5:42.00 |      |
|      | Chiumento, Rambaldi, Gentili, Panizza                              | Italia        | 5:44.40 |      |
|      | Fabian Barański, Mateusz Biskup, Dominik Czaja, Mirosław Ziętarski | Polonia       | 5:44.59 |      |
| 4    | Barras, Dixon, Haywood, Thomas                                     | Gran Bretagna | 5:46.51 |      |
| 5    | Finger, Appel, Naske, Wolff                                        | Germania      | 5:50.62 |      |
| 6    | Condrau, Plock, Bärlocher, Lange                                   | Svizzera      | 5:58.04 |      |